# Optogenètica
L’optogenètica és una tècnica biològica emprada per controlar l’activitat de neurones o altres tipus de cèl·lules mitjançant l’ús de la llum. A través de l’expressió de canals iònics, bombes o enzims fotosensibles en les cèl·lules d’interès, l’optogenètica permet un control precís de les vies de senyalització bioquímica neuronal. En neurociència de sistemes, aquesta tècnica s'ha utilitzat per estudiar el paper de neurones específiques en la presa de decisions, l'aprenentatge, la memòria de la por, l'aparellament, l'addicció, l'alimentació, i la locomoció. En la seva primera aplicació clínica, la tecnologia optogenètica va permetre restaurar parcialment la visió d’un pacient amb ceguesa provocada per una retinosi pigmentària.
També s’han introduït tècniques optogenètiques per cartografiar la connectivitat funcional del cervell. Mitjançant l’alteració de l’activitat de neurones modificades genèticament a través d’estimulació lumínica, i emprant tècniques d’imatge i electrofisiologia per enregistrar l’activitat d’altres cèl·lules, els investigadors poden identificar dependències estadístiques entre cèl·lules i regions cerebrals.
El 2010, l'optogenètica va ser escollida com el "Mètode de l'any" per la revista de recerca Nature Methods . El mateix any, un article sobre "Avenços de la dècada" a la revista de recerca acadèmica Science va destacar l'optogenètica.

## Descripció

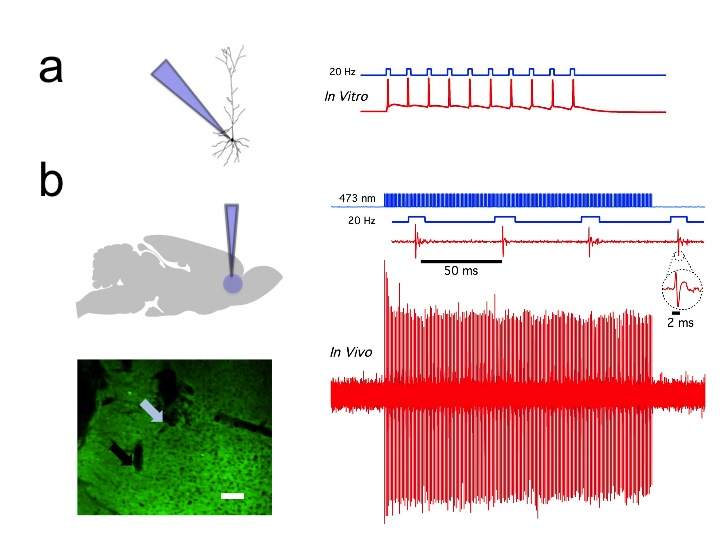
Figura 1. La Canalrodopsina-2 (ChR2) indueix una activitat impulsada per la llum blava temporalment precisa en neurones corticals prefrontals prelímbiques de rata. a) Esquema in vitro (esquerra) mostrant l'administració de llum blava i l'enregistrament de l'activitat evocada per llum a partir d'una neurona piramidal fluorescent que expressa CaMKllα::ChR2-EYFP (dreta) mitjançant un mètode de pinçament de cèl·lules senceres en un tall de cervell agut. b) Esquema in vivo (esquerra) mostrant l'administració de llum blava (473 nm) i l'enregistrament d'una sola unitat. (a baix a l'esquerra) Tall coronal del cervell que mostra l'expressió de CaMKllα::ChR2-EYFP a la regió prelímbica. La fletxa blava clara mostra la punta de la fibra òptica; la fletxa negra mostra la punta de l'elèctrode d'enregistrament (esquerra). Barra blanca, 100μm. (a baix a la dreta) Enregistrament de llum in vivo de neurona cortical prefrontal en una rata CaMKllα::ChR2-EYFP transduïda que mostra un pic evocat per llum a 20 Hz. Lliurament de polsos de llum blava a Hz (dreta). Inserció, resposta d'una sola unitat evocada per la llum representativa.

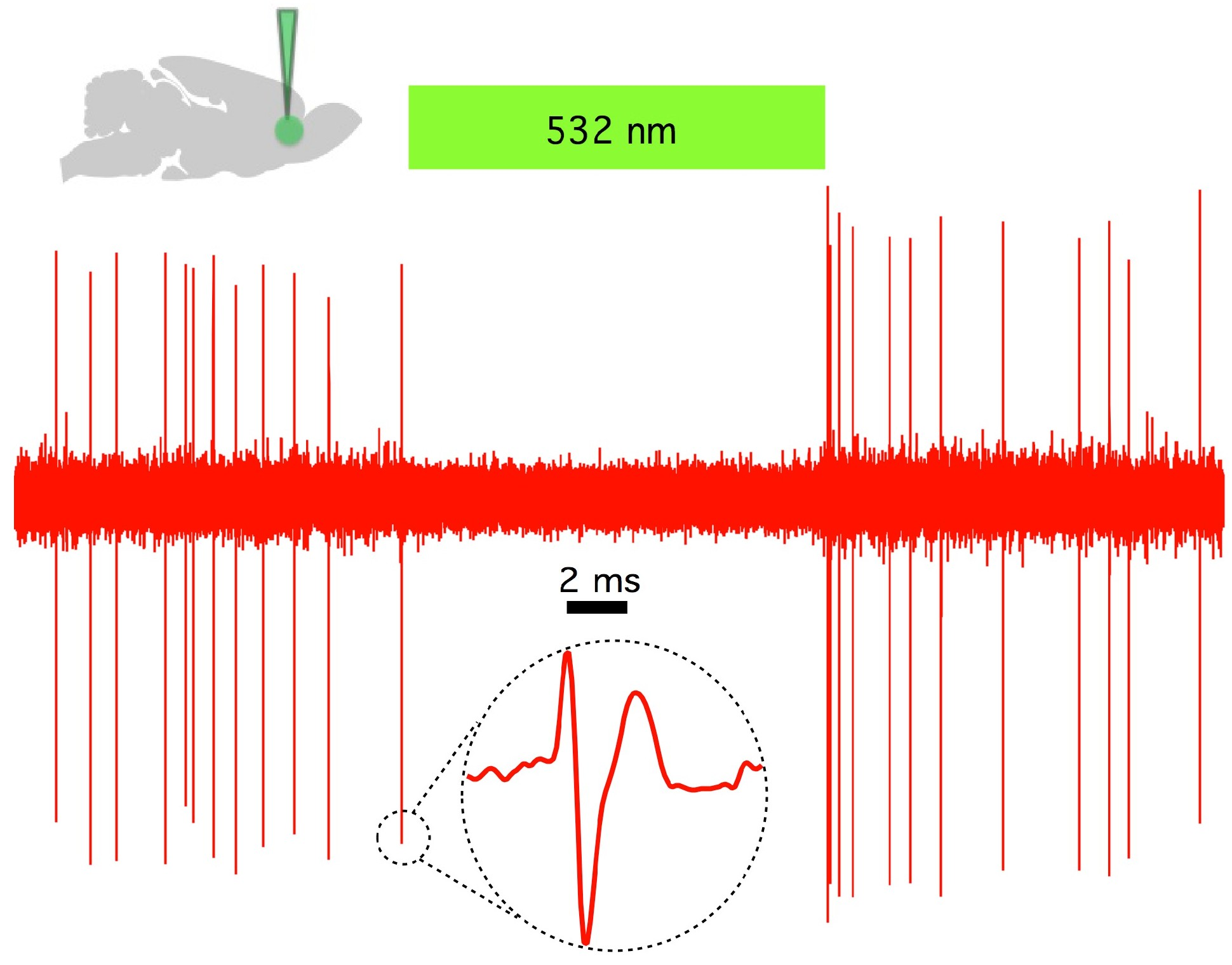
Figura 2. L'Halorodopsina (NpHR) silencia de manera ràpida i reversible l'activitat espontània in vivo a l'escorça prefrontal prelímbica de rata. (A dalt a l'esquerra) Esquema mostrant el verd in vivo (532 nm) l'administració de llum i registre d'una sola unitat d'una neurona piramidal que expressa CaMKllα::eNpHR3.0-EYFP espontàniament activa. (Dreta) Exemple de traça que mostra que 532 continua. La il·luminació nm inhibeix l'activitat d'una sola unitat in vivo. Inserció, esdeveniment unitari representatiu; Barra verda, 10 segons.

L’optogenètica permet l’alteració de l’activitat neuronal amb una precisió temporal de l’ordre dels mil·lisegons, fet que possibilita seguir el ritme del processament ràpid d’informació biològica. Per tal de sondar el codi neuronal, l’optogenètica ha d’actuar, per definició, en aquesta mateixa escala temporal, per tal de permetre l’addició o eliminació de patrons d’activitat neuronals específics en cèl·lules concretes del cervell d’animals intactes, inclosos els mamífers (vegeu la Figura 1). En comparació, les manipulacions genètiques tradicionals —utilitzades per investigar el paper causal de gens específics mitjançant canvis de “pèrdua de funció” o “guany de funció”— presenten una resolució temporal molt inferior, que pot variar des d’hores o dies fins a mesos. També és essencial disposar de sistemes de lectura ràpids que puguin seguir el ritme del control òptic. Això es pot assolir mitjançant enregistraments elèctrics (amb dispositius anomenats "optrodes") o amb proteïnes reporteres que funcionen com a biosensors, en què s’han fusionat proteïnes fluorescents amb proteïnes detectores. Més enllà del seu impacte científic immediat, l’optogenètica constitueix un cas paradigmàtic del valor de la conservació ecològica, ja que moltes de les seves eines clau deriven d’organismes microbians adaptats a nínxols ecològics molt específics. Alhora, representa un exemple rellevant de la importància de la ciència bàsica: aquestes opsines van ser estudiades durant dècades per biofísics i microbiòlegs sense una aplicació clara en neurociència o psiquiatria, fins que el seu potencial va esdevenir evident.
Proteïnes fotosensibles: canals, bombes i enzims
L’optogenètica es basa en l’expressió de canals, bombes i enzims fotosensibles que permeten la manipulació precisa —en termes temporals— d’esdeveniments elèctrics i bioquímics, alhora que es conserva la resolució específica per tipus cel·lular mitjançant mecanismes de focalització selectiva. Entre les opsines microbianes utilitzades per estudiar la funció dels sistemes neuronals, destaquen les canalrodopsines (com ChR2, ChR1, VChR1 i SFO), emprades per induir l’excitació neuronal. Paral·lelament, les canalrodopsines conductores d’anions s’utilitzen per inhibir l’activitat neuronal de manera induïda per la llum. Recentment, s’han dissenyat canals de potassi activables de manera indirecta per llum, amb l’objectiu d’evitar la generació de potencials d’acció durant la il·luminació amb llum blava, tot ampliant les opcions de silenciament optogenètic de l’activitat neuronal. Les bombes d'ions impulsades per llum també s'utilitzen per inhibir l'activitat neuronal, per exemple, l'halorodopsina (NpHR), les halorodopsines potenciades (eNpHR2.0 i eNpHR3.0, vegeu la Figura 2), l'arquerodopsina (Arch), les opsines fúngiques (Mac) i la bacteriorodopsina potenciada (eBR).
El control optogenètic d’esdeveniments bioquímics ben definits en mamífers amb comportament també és possible. A partir de treballs previs que fusionaven opsines de vertebrats amb receptors específics acoblats a proteïnes G es va desenvolupar una família d’eines optogenètiques quimèriques d’un sol component, que permetien als investigadors modular, en animals vius, la concentració de missatgers intracel·lulars concrets, com ara l’AMPc i l’IP₃, en cèl·lules diana. Poc després, van sorgir altres enfocaments bioquímics optogenètics amb eines que presentaven una activitat mínima en condicions de foscor, les quals possibilitaven el control òptic sobre petites GTPases i sobre l’adenilil ciclasa en cèl·lules cultivades, mitjançant estratègies innovadores desenvolupades per diversos grups de recerca. A més, s’han identificat adenilil ciclases fotoactives en fongs, les quals s’han utilitzat amb èxit per controlar els nivells d’AMPc en neurones de mamífers. Aquest repertori emergent d' actuadors optogenètics ara permet un control específic del tipus cel·lular i temporalment precís de múltiples eixos de la funció cel·lular dins d'animals intactes.
Maquinari per a aplicacions de llum
Un altre factor necessari és la infraestructura de maquinari —com ara fonts de llum d’estat sòlid i sistemes integrats de fibra òptica— que permeti controlar tipus cel·lulars específics fins i tot a profunditats considerables del cervell, en animals que es comporten lliurement Aquest control s’aconsegueix habitualment mitjançant la tecnologia de díodes acoblats per fibra òptica, introduïda l’any 2007. tot i que, per evitar l'ús d'elèctrodes implantats, els investigadors han dissenyat maneres d'inscriure una "finestra" feta de zircònia que s'ha modificat per ser transparent i s'ha implantat en cranis de ratolins, per permetre que les ones òptiques penetrin més profundament per estimular o inhibir neurones individuals. Per estimular àrees superficials del cervell com l'escorça cerebral, es poden muntar fibres òptiques o LED directament al crani de l'animal. S'han utilitzat fibres òptiques implantades més profundament per fer arribar llum a zones cerebrals més profundes. Complementàriament als enfocaments basats en connexions per fibra òptica, s’han desenvolupat tècniques completament sense fil que utilitzen energia transmesa de manera inalàmbrica per alimentar LED instal·lats al cap, amb l’objectiu de facilitar l’estudi sense restriccions de comportaments complexos en organismes que es desplacen lliurement.
Expressió d'actuadors optogenètics
L’optogenètica també requereix, necessàriament, el desenvolupament d’estratègies de focalització genètica, com l’ús de promotors específics de cèl·lules o de vectors virals personalitzats amb activitat condicional, per tal de dirigir les sondes sensibles a la llum a poblacions neuronals específiques en el cervell d’animals vius (com ara cucs, mosques de la fruita, ratolins, rates i primats no humans). En el cas dels invertebrats, com els cucs i les mosques de la fruita, cal complementar l’alimentació amb una certa quantitat de tot-trans-retinal (ATR), un cofactor essencial per a la funcionalitat de les opsines. Un avantatge clau de les opsines microbianes, com s’ha esmentat anteriorment, és que són completament funcionals en vertebrats sense necessitat d’afegir cofactors exògens, cosa que facilita considerablement la seva aplicació en models animals complexos.

## Tècnica

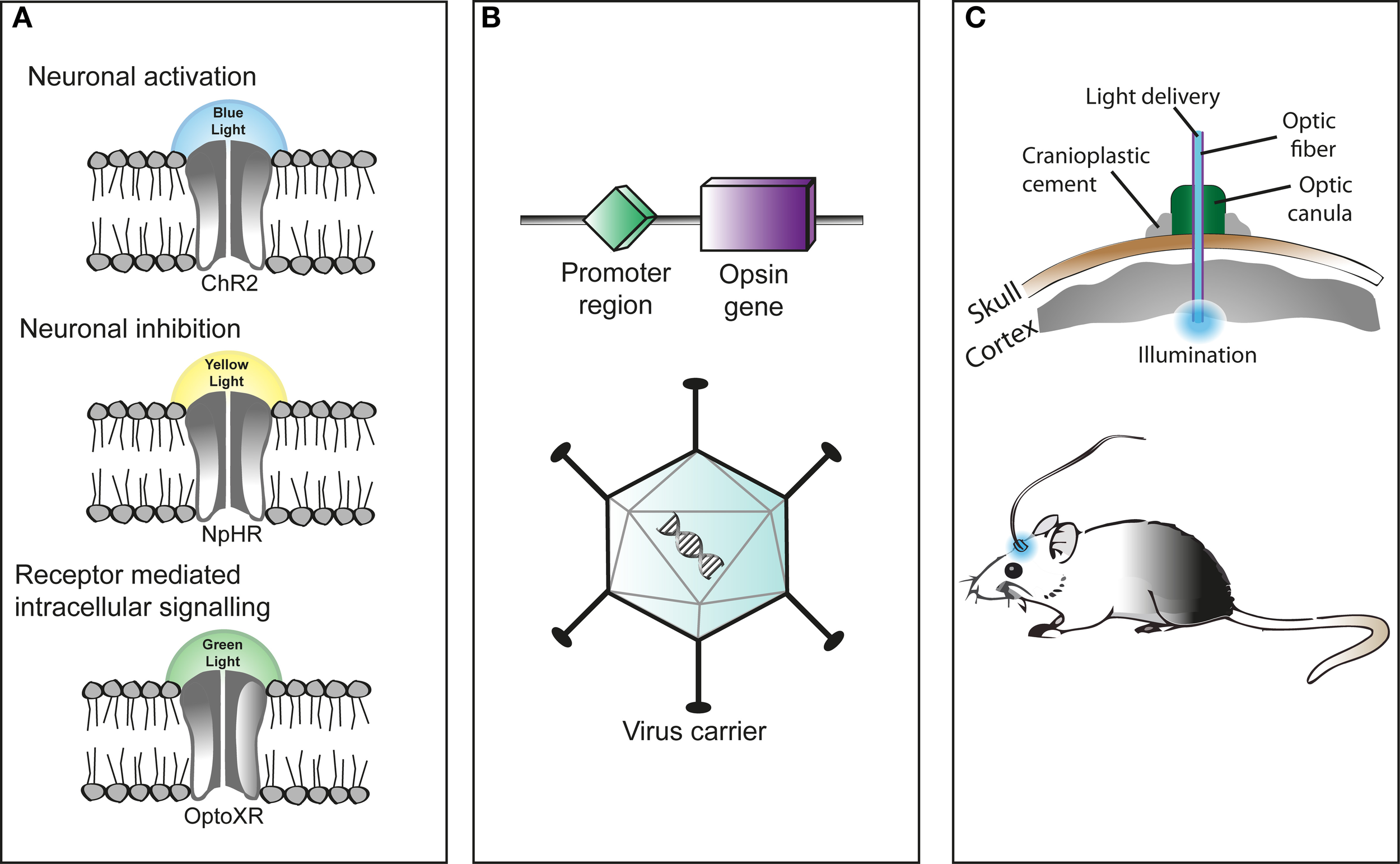
Tres components principals en l’aplicació de l’optogenètica són els següents:(A) La identificació o síntesi d’una proteïna fotosensible (opsina), com la canalrodopsina-2 (ChR2) o l’halorodopsina (NpHR);
(B) El disseny d’un sistema per introduir el material genètic que codifica l’opsina en les cèl·lules per a la seva expressió proteica, mitjançant l’ús de vectors virals com els virus adenoassociats o l’aplicació de sistemes com la recombinasa Cre;
(C) La implementació d’un dispositiu emissor de llum que permeti activar o inhibir les cèl·lules modificades de manera precisa en espai i temps.

La tècnica optogenètica és altament flexible i pot adaptar-se a les necessitats específiques de l’experimentador. Les canalrodopsines selectives per a cations, com la ChR2 (Channelrhodopsin-2), s’utilitzen habitualment per induir l’excitació neuronal, mentre que les canalrodopsines conductores d’anions, com la GtACR2, permeten inhibir l’activitat de les neurones. La combinació d’aquestes dues funcionalitats en una sola construcció optogenètica, com BiPOLES, permet tant l’excitació com la inhibició neuronal, segons la longitud d’ona de la llum emprada.
La introducció de l’opsina microbiana en un subconjunt específic de cèl·lules representa un dels principals reptes de l’optogenètica. Un enfocament habitual consisteix a utilitzar un vector víric que conté el gen actuador optogenètic sota el control d’un promotor específic, com ara CAMKIIα, actiu predominantment en neurones excitadores. Aquesta estratègia permet assolir un cert nivell d’especificitat cel·lular i evitar, per exemple, l’expressió no desitjada en cèl·lules glials.
Un enfocament amb un grau més alt d’especificitat es basa en l’ús de ratolins transgènics "conductors" que expressen la recombinasa Cre, un enzim que catalitza la recombinació entre dos llocs loxP, en un subconjunt específic de cèl·lules, com ara les interneurones que expressen parvalbúmina. En introduir un vector viral que conté el gen actuador optogenètic flanquejat per llocs loxP, només les cèl·lules que expressen Cre activaran l’expressió de l’opsina microbiana. Aquesta estratègia ha permès utilitzar múltiples actuadors optogenètics modificats sense necessitat de generar una nova línia d’animals transgènics per a cada nova opsina emprada.
Després de la introducció i expressió de l’opsina microbiana, cal acoblar òpticament una font de llum controlada per ordinador a la regió cerebral d’interès. Els díodes emissors de llum (LED) i els làsers d’estat sòlid bombats per díodes i acoblats per fibra (DPSS) s’utilitzen amb freqüència per a aquest propòsit. Avenços recents han permès el desenvolupament de dispositius sense fil muntats al cap que dirigeixen la llum LED cap a zones específiques del cervell, proporcionant als animals una major llibertat de moviment durant els experiments.
Els enfocaments basats en fibra també es poden utilitzar per combinar l'estimulació òptica i la imatge de calci. Això permet als investigadors visualitzar i manipular l'activitat de neurones individuals en animals desperts. També és possible enregistrar des de múltiples regions profundes del cervell alhora utilitzant lents GRIN connectades mitjançant fibra òptica a un fotodetector i fotoestimulador situats externament.

## Obstacles tècnics

### Expressió selectiva
Un dels principals reptes de l’optogenètica és la variabilitat en l’expressió del gen de l’opsina microbiana entre les cèl·lules diana, la qual cosa implica que no totes les cèl·lules expressen la proteïna fotosensible al mateix nivell. Com a conseqüència, fins i tot una il·luminació amb una intensitat de llum definida pot produir efectes diferents sobre cèl·lules individuals. Aquest problema es veu agreujat pel fet que la intensitat lumínica disminueix exponencialment a mesura que s’allunya de la font (com ara una fibra òptica implantada), fet que dificulta encara més el control precís de l’estimulació optogenètica a través del teixit cerebral.
Encara roman difícil dirigir l’opsina cap a compartiments subcel·lulars específics, com la membrana plasmàtica, les vesícules sinàptiques o els mitocondris.</ref> La restricció de l’opsina a regions concretes de la membrana plasmàtica —com ara les dendrites, els somes o les terminals axòniques— permet una comprensió més precisa de l’organització funcional dels circuits neuronals.
Els models matemàtics mostren que l’expressió selectiva de l’opsina en tipus cel·lulars específics pot alterar de manera significativa el comportament dinàmic dels circuits neuronals. En particular, l’estimulació optogenètica dirigida preferentment a neurones inhibidores pot modificar l’excitabilitat global del teixit neural, amb efectes que també incideixen sobre neurones no transfectades a través de la modulació de les interaccions sinàptiques dins la xarxa.

### Cinètica i sincronització
La canalrodopsina-2 original es tancava més lentament que els canals catiònics típics de les neurones corticals, cosa que provocava una despolarització prolongada i una afluència de calci. Des de llavors s'han dissenyat moltes variants de canalrodopsina amb una cinètica més favorable.
L'activació optogenètica s'ha combinat amb la ressonància magnètica funcional (ofMRI) per elucidar el connectoma, un mapa complet de les connexions neuronals del cervell. L'activació optogenètica temporitzada amb precisió s'utilitza per calibrar el senyal hemodinàmic retardat ( BOLD ) en què es basa la ressonància magnètica funcional.

### Espectre d'absorció de llum
Les proteïnes opsines utilitzades actualment presenten pics d’absorció que cobreixen tot l’espectre visual, però continuen mostrant una sensibilitat especialment elevada a la llum blava.> Aquesta superposició espectral dificulta considerablement la combinació de l’activació de l’opsina amb l’ús simultani d’indicadors codificats genèticament (com GEVI, GECI, GluSnFR o synapto-pHluorin), la majoria dels quals requereixen excitació amb llum blava. L’ús d’opsines activables amb llum infraroja, a valors d’irradiància estàndard, podria millorar la penetració de la llum en el teixit i augmentar la resolució espacial mitjançant la reducció de la dispersió lumínica.

### Resposta espacial
A causa de la dispersió, un feix de llum estret per estimular les neurones en un tros de teixit neural pot evocar un perfil de resposta molt més ampli que el feix d'estimulació. En aquest cas, les neurones poden activar-se (o inhibir-se) de manera involuntària. Diverses eines de simulació computacional s'utilitzen per estimar el volum de teixit estimulat per a diferents longituds d'ona de la llum.

## Aplicacions
El camp de l’optogenètica ha contribuït de manera significativa a aprofundir en la comprensió científica fonamental de com determinats tipus cel·lulars participen en la funció dels teixits biològics, com ara els circuits neuronals in vivo. En l’àmbit clínic, la recerca impulsada per l’optogenètica ha generat coneixements rellevants sobre estratègies de restauració funcional mitjançant l’estimulació lumínica, de la malaltia de Parkinson i altres trastorns neurològics i psiquiàtrics com l'autisme, l'esquizofrènia, l'abús de drogues, l'ansietat i la depressió. També s'ha desenvolupat un tractament experimental per la ceguesa, el qual utilitza un canal de rodopsina expressat en cèl·lules ganglionals, estimulat amb patrons de llum mitjançant l'ús d'unes ulleres especialitzades.

### Identificació de neurones i xarxes particulars

#### Amígdala
S’han utilitzat enfocaments optogenètics per cartografiar els circuits neuronals de l’amígdala implicats en el condicionament de la por. Un exemple d’aquest circuit és la connexió entre l’amígdala basolateral i l’escorça prefrontal dorsomedial, on s’han observat oscil·lacions neuronals a 4 Hz correlacionades amb comportaments de congelació induïts per la por en ratolins.
Per estudiar aquest fenomen, es van utilitzar ratolins transgènics que expressaven canalrodopsina-2 sota el control d’un promotor específic de parvalbúmina (Cre), la qual cosa va permetre la infecció selectiva d’interneurones tant a l’amígdala basolateral com a l’escorça prefrontal dorsomedial. L’estimulació òptica d’aquestes interneurones va induir un comportament de congelació, proporcionant així evidència que les oscil·lacions a 4 Hz podrien tenir un paper causal en la resposta de por, mitjançada per aquestes poblacions neuronals distribuïdes entre les dues regions cerebrals.

#### Bulb olfactiu
L’activació optogenètica de les neurones sensorials olfactives ha estat fonamental per establir el moment temporal del processament olfactiu i per comprendre els mecanismes dels comportaments guiats per l’olfacció modulats per neuromoduladors, com ara l’agressió o l’aparellament. A més, gràcies a l’ús de tècniques optogenètiques, s’ha pogut confirmar que la "imatge residual" de les olors es concentra principalment en zones centrals, especialment al voltant del bulb olfactori, més que no pas a la perifèria, on es localitzen les neurones receptores olfactives.
En un experiment clau, ratolins transgènics que expressaven canalrodopsina sota el promotor Thy1 (Thy1-ChR2) van ser estimulats amb un làser de 473 nm posicionat transcranialment sobre la regió dorsal del bulb olfactori. Una fotoestimulació prolongada de les cèl·lules mitrals en aquesta zona va produir una activitat neuronal persistent fins i tot després del cessament de l’estimulació, la qual cosa indica que el sistema sensorial olfactiu pot experimentar canvis duradors i discriminar entre estímuls olfactius nous i ja coneguts.

#### Nucli accumbens
L’optogenètica, combinada amb l’estudi del comportament de mamífers en moviment lliure, l’electrofisiologia in vivo, s’ha utilitzat per sondar les interneurones colinèrgiques del nucli accumbens mitjançant excitació o inhibició directa. Tot i representar menys de l’1 % de la població total de neurones d’aquesta regió, aquestes cèl·lules colinèrgiques exerceixen un control significatiu sobre l’activitat dels terminals dopaminèrgics que innerven les neurones espinoses mitjanes (MSN) del nucli accumbens. Se sap que aquestes MSN acumulatives estan implicades en la via neuronal a través de la qual la cocaïna exerceix els seus efectes, perquè s'ha demostrat que la disminució dels canvis induïts per la cocaïna en l'activitat d'aquestes neurones inhibeix el condicionament de la cocaïna. Les poques neurones colinèrgiques presents al nucli accumbens poden ser dianes viables per a la farmacoteràpia en el tractament de la dependència de la cocaïna .

#### Escorça prefrontal

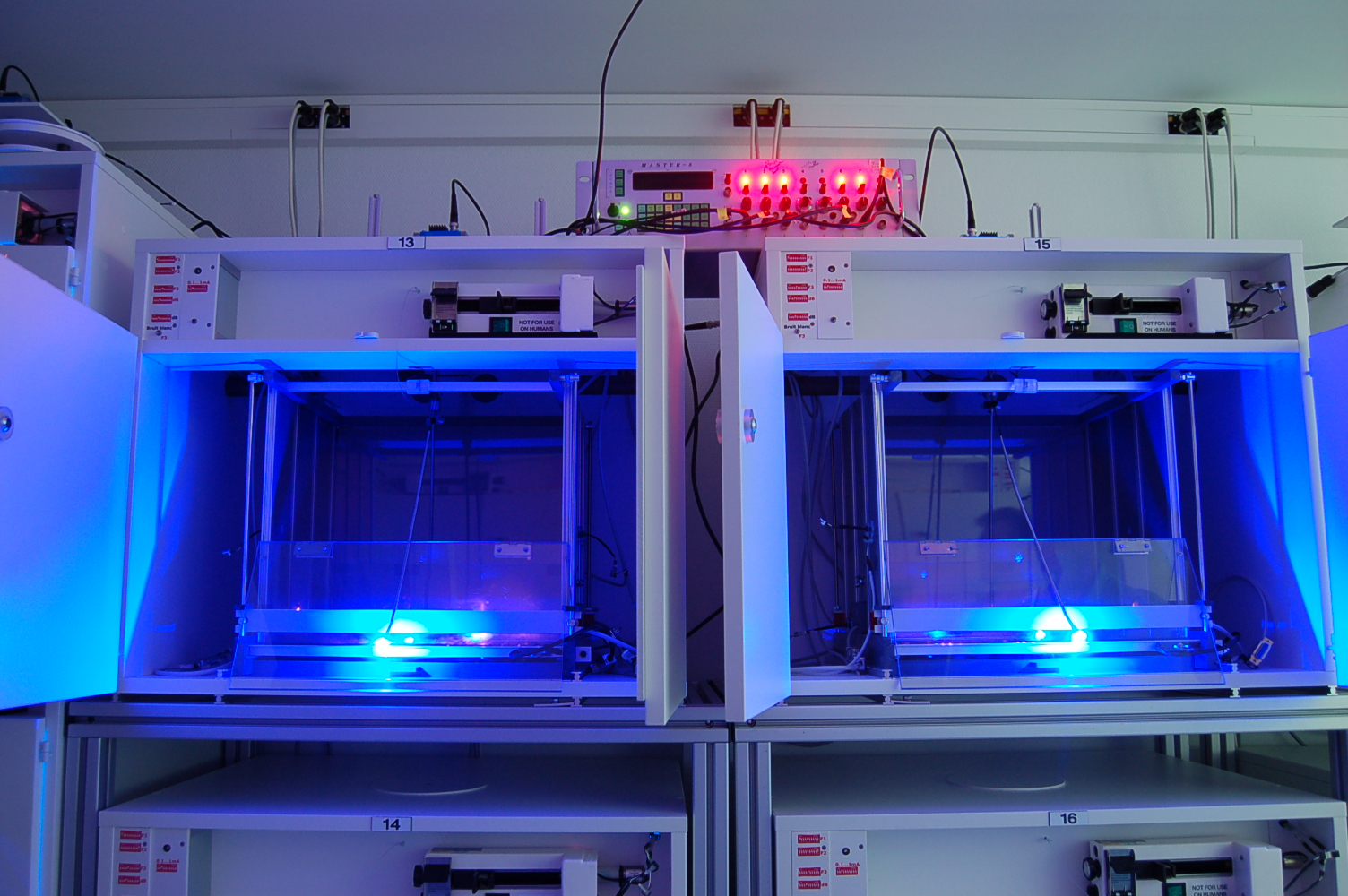
Gàbies per a rates equipades amb commutadors LED optogenètics que permeten l'estudi in vivo del comportament animal durant estimulacions optogenètiques

Enregistraments in vivo i in vitro realitzats pel Laboratori d’Optofisiologia de la Universitat de Colorado, a Boulder, dirigit pel doctor Donald C. Cooper, han mostrat neurones piramidals individuals de l’escorça prefrontal que expressen CAMKII AAV-ChR2. Aquestes neurones van demostrar una generació de potencials d’acció d’alta fidelitat en resposta a polsos curts de llum blava aplicats a 20 Hz (vegeu la Figura 1).
Escorça motora
L'estimulació optogenètica repetida in vivo en animals sans va ser capaç d'induir convulsions. Aquest model s'ha anomenat "optokindling."
L'estimulació optogenètica repetida in vivo de cèl·lules piramidals de l'escorça piriforme en animals sans va ser capaç d'induir convulsions. Estudis in vitro han revelat una pèrdua d'inhibició de retroalimentació en el circuit piriforme a causa d'una síntesi deficient de GABA.
L'optogenètica es va aplicar a cardiomiòcits auriculars per posar fi a les arrítmies d'ona espiral, que es produeixen en la fibril·lació auricular, amb llum. Aquest mètode encara està en fase de desenvolupament. Un estudi recent va explorar la possibilitat d'utilitzar l'optogenètica per corregir les arrítmies i resincronitzar el marcapassos cardíac. L'estudi va introduir canalrodopsina-2 en cardiomiòcits a les àrees ventriculars dels cors de ratolins transgènics i va realitzar estudis in vitro de fotoestimulació tant en ratolins de cavitat oberta com de cavitat tancada. La fotoestimulació va provocar un augment de l'activació de les cèl·lules i, per tant, un augment de les contraccions ventriculars, cosa que va provocar un augment de la freqüència cardíaca. A més, aquest mètode s'ha aplicat en la teràpia de resincronització cardíaca ( TRC ) com a nou marcapassos biològic com a substitut de la TRC basada en elèctrodes. Recentment, l'optogenètica s'ha utilitzat al cor per desfibrilar arrítmies ventriculars amb il·luminació epicàrdica local, una il·luminació generalitzada de tot el cor o amb patrons d'estimulació personalitzats basats en mecanismes aritmogènics per tal de reduir l'energia de desfibril·lació.

#### Sistema visual
Estudiar el sistema visual mitjançant l’optogenètica pot representar un repte important. La llum utilitzada per al control optogenètic pot activar inadvertidament els fotoreceptors a causa de la proximitat física entre aquests i els circuits visuals primaris. En aquest context, la selectivitat espacial és difícil d’aconseguir, especialment en estructures com el lòbul òptic de la mosca Drosophila. Per superar aquest obstacle, l’estudi del sistema visual requereix una separació espectral acurada. Cal emprar canals optogenètics que s’activin amb longituds d’ona diferents de les de les rodopsines endògenes dels fotoreceptors, com ara la rodopsina 1 de Drosophila, que presenta un pic d’activació a 480 nm. Per a l’activació optogenètica de neurones (és a dir, per induir la despolarització), s’utilitzen opsines com la CsChrimson, desplaçada cap al vermell o la canalrodopsina biestable s'utilitzen per a l'activació optogenètica de les neurones (és a dir, la despolarització), ja que ambdues permeten la separació espectral. Per aconseguir el silenciament neuronal (és a dir, la hiperpolarització), es va utilitzar una canalrodopsina aniònica descoberta a l'espècie d'alga criptòfita Guillardia theta (anomenada GtACR1). es pot utilitzar. El GtACR1 és més sensible a la llum que altres canals inhibidors com la classe de bombes de clorur de l'halorhodopsina i confereix una forta conductància. Com el seu pic d'activació (515nm) és propera a la de la rodopsina 1, cal calibrar acuradament la il·luminació optogenètica, així com l'estímul visual. Els factors a tenir en compte són la longitud d'ona de la il·luminació optogenètica (possiblement superior al pic d'activació de GtACR1), la mida de l'estímul (per tal d'evitar l'activació dels canals per la llum d'estímul) i la intensitat de la il·luminació optogenètica. S'ha demostrat que GtACR1 pot ser una eina inhibidora útil en l'estudi optogenètic del sistema visual de Drosophila silenciant l'expressió de les neurones T4/T5. Aquests estudis també es poden dur a terme en animals amb comportament intacte, per exemple per sondar la resposta optomotora .

#### Sistema sensoriomotor
La inhibició o activació optogenètica de neurones permet posar a prova, respectivament, la seva necessitat i suficiència per generar un comportament determinat. Amb aquest mètode, els investigadors poden disseccionar els circuits neuronals que controlen la sortida del motor. En pertorbar neurones situades en diversos punts del sistema sensoriomotor, s’ha obtingut informació clau sobre el paper de les neurones descendents en la generació de comportaments estereotipats, com l'entrada sensorial tàctil localitzada i l'activitat de les interneurones alteren la locomoció i el paper de les cèl·lules de Purkinje en la generació i modulació del moviment.

### Control temporal precís de les intervencions
Els actuadors optogenètics disponibles actualment permeten un control temporal precís de la intervenció neuronal, ja sigui mitjançant inhibició o excitació de les neurones diana, amb una resolució que habitualment arriba a l’escala dels mil·lisegons. Tanmateix, la precisió temporal pot variar entre diferents actuadors optogenètics i depèn de la freqüència i la intensitat de l'estimulació.
Actualment, és possible dissenyar experiments en què la llum utilitzada per a la intervenció optogenètica s’activa en resposta a un element específic del comportament (amb l’objectiu d’inhibir-lo), a un estímul incondicionat concret (per tal d’associar-hi un esdeveniment), o a un patró oscil·latori cerebral determinat (per inhibir-ne l’activitat). Aquest tipus d'enfocament ja s'ha utilitzat en diverses regions del cervell:

#### Hipocamp
Les ones agudes i els complexos d’ondulació (SWR, per les sigles en anglès sharp-wave ripples) són esdeveniments oscil·latoris d’alta freqüència característics de l’hipocamp, i es creu que tenen un paper fonamental en la formació i la consolidació de la memòria.
Aquests esdeveniments es poden detectar de manera fiable mitjançant l’anàlisi dels cicles oscil·latoris del potencial de camp local enregistrat en temps real. Això permet utilitzar l’inici de l’esdeveniment com a senyal desencadenant per emetre un flaix de llum que es dirigeix de nou a l’hipocamp, amb l’objectiu d’inhibir les neurones específicament durant l’activitat SWR i, alhora, suprimir optogenèticament l’oscil·lació mateixa. Aquest tipus d'experiments de "bucle tancat" són útils per estudiar els complexos SWR i el seu paper en la memòria.

### Biologia cel·lular/vies de senyalització cel·lular
De manera anàloga als canals iònics naturals sensibles a la llum, com la canalrodopsina-2, que permeten el control òptic del flux iònic (fet especialment valuós en neurociència), també s’han identificat proteïnes de transducció de senyals activables per llum que permeten regular de manera òptica diferents vies bioquímiques. Aquestes vies inclouen, entre d’altres, la generació de segons missatgers i les interaccions proteïna-proteïna, i són particularment útils per a l’estudi de la biologia cel·lular i del desenvolupament. L’any 2002 es va publicar el primer exemple d’ús de fotoproteïnes d’un altre organisme per controlar una via bioquímica mitjançant llum: la interacció induïda per llum entre el fitocrom vegetal i el seu factor d’interacció (PIF) es va fer servir per controlar la transcripció gènica en llevat. Fusionant el fitocrom a un domini d'unió a l'ADN i el PIF a un domini d'activació transcripcional, la llum podria induir l'activació transcripcional dels gens reconeguts pel domini d'unió a l'ADN. Aquest estudi va anticipar aspectes del desenvolupament posterior de l'optogenètica al cervell, per exemple, suggerint que "l'administració de llum dirigida per fibra òptica té el potencial de dirigir-se a cèl·lules o teixits seleccionats, fins i tot dins d'organismes més grans i opacs". La literatura ha estat inconsistent quant a si el control de la bioquímica cel·lular amb fotoproteïnes s'hauria d'incloure dins de la definició d'optogenètica, ja que l'optogenètica en l'ús comú es refereix específicament al control de la treta neuronal amb opsines, i com el control de la treta neuronal amb opsines és posterior i utilitza mecanismes diferents del control de la bioquímica cel·lular amb fotoproteïnes.

#### Proteïnes fotosensibles utilitzades en diverses vies de senyalització cel·lular
A més dels fitocroms, presents en plantes i cianobacteris, també s’han emprat altres dominis fotosensorials naturals per al control òptic de vies bioquímiques en cèl·lules. Entre aquests destaquen els dominis LOV (Light-oxygen-voltage-sensing domain) de les plantes, així com els dominis derivats de criptocroms vegetals i de llevats. Aquests dominis permeten modular processos intracel·lulars com la transcripció gènica, les interaccions proteïna-proteïna o la localització subcel·lular de determinades molècules, mitjançant estímuls lumínics específics. A més dels dominis fotosensorials naturals, també s’ha dissenyat un domini sintètic a partir de la proteïna fluorescent Dronpa per al control òptic de vies bioquímiques. En aquests dominis, l’absorció de llum s’acobla a canvis en les interaccions proteïna-proteïna (com en el cas dels fitocroms, determinats dominis LOV, criptocroms i alguns mutants de Dronpa), o bé a canvis conformacionals que exposen segments de proteïna enllaçats o modifiquen l’activitat de dominis proteics adjunts (com passa amb els fitocroms i alguns dominis LOV). Les interaccions proteïna-proteïna regulades per la llum es poden utilitzar per reclutar proteïnes a l'ADN, per exemple per induir la transcripció gènica o modificacions de l'ADN, o a la membrana plasmàtica, per exemple per activar proteïnes de senyalització residents. CRY2 també s'agrupa quan està actiu, per la qual cosa s'ha fusionat amb dominis de senyalització i posteriorment s'ha fotoactivat per permetre l'activació basada en l'agrupació. El domini LOV2 d' Avena sativa (civada comuna) s'ha utilitzat per exposar pèptids curts o un domini proteic actiu de manera dependent de la llum. La introducció d'aquest domini LOV en una altra proteïna pot regular la funció mitjançant un trastorn peptídic induït per la llum. La proteïna asLOV2, que exposa optogenèticament un pèptid, també s'ha utilitzat com a estructura per a diversos sistemes sintètics de dimerització induïda per llum i dissociació induïda per llum (iLID i LOVTRAP, respectivament). Els sistemes es poden utilitzar per controlar les proteïnes mitjançant una estratègia de divisió de proteïnes. Els dominis Dronpa fotodissociables també s'han utilitzat per encaixar un lloc actiu de proteïna a la foscor, desencaixar-lo després de la il·luminació amb llum cian i tornar-lo a encaixar després de la il·luminació amb llum violeta.
S’està explorant activament la capacitat de controlar òpticament la durada dels senyals cel·lulars per dilucidar com les vies de senyalització interpreten la dinàmica temporal dels estímuls i la tradueixen en respostes diferencials. Les cascades de senyalització naturals poden generar sortides diverses en funció de la duració i el patró temporal dels estímuls. Per exemple, el tractament de cèl·lules PC12 amb factor de creixement epidèrmic (EGF, que indueix un perfil transitori d'activitat ERK) condueix a la proliferació cel·lular, mentre que la introducció del factor de creixement nerviós (NGF, que indueix un perfil sostingut d'activitat ERK) condueix a la diferenciació en cèl·lules semblants a les neurones. Aquest comportament, identificat inicialment amb l’aplicació de factors de creixement, ha estat replicat parcialment mitjançant l’ús d’estímuls òptics. A més, mitjançant l’activació pulsàtil d’una versió fotocommutable de la proteïna RAF dissenyada amb dominis Dronpa fotodissociables, es va descobrir un bucle de retroalimentació negativa ràpida dins la via RAF-MEK-ERK.